# Henri Pagnoncelli
Henrique Pagnoncelli Júnior (Rio de Janeiro, 11 de fevereiro de 1953), mais conhecido como Henri Pagnoncelli, é um ator brasileiro, formado em Medicina e Teatro. Ficou marcado pelos papéis de vilões nas telenovelas Mulheres de Areia (1993), Laços de Família (2000) e O Rico e Lázaro (2017).

## Biografia
É formado em Medicina, exercendo a profissão de médico paralelamente à de ator.
Entre seus trabalhos de destaque está a segunda versão da telenovela Mulheres de Areia, como o mau-caráter César Queiróz, e o personagem Orlando de Laços de Família.
Recentemente esteve na macrossérie Jezabel, na qual interpretou Emanuel, um homem rígido, mas bondoso, que se preocupa com a Sobrinha Leah, por sua paixão por Levi um Jovem que vende estatuetas de deuses pagãos mas não acredita neles.
Interpreta um professor na Faculdade de Medicina no filme M8 - Quando a Morte Socorre a Vida de Jeferson De.

## Carreira

### Televisão
| Ano  | Título                             | Personagem              | Emissora      |
| ---- | ---------------------------------- | ----------------------- | ------------- |
| 1981 | Baila Comigo                       | Dr. Milton              | TV Globo      |
| 1986 | Selva de Pedra                     | Horácio Delgado         | TV Globo      |
| 1986 | Sinhá Moça                         | Eduardo                 | TV Globo      |
| 1988 | Fera Radical                       | Juca Boas Maneiras      | TV Globo      |
| 1989 | Vale Tudo                          | Marçal                  | TV Globo      |
| 1990 | Fronteiras do Desconhecido         | Dr. Álvaro              | Rede Manchete |
| 1990 | Mãe de Santo                       | Jacques                 | Rede Manchete |
| 1990 | Rainha da Sucata                   | Dr. Aranha              | TV Globo      |
| 1991 | Meu Marido                         | Artur                   | TV Globo      |
| 1991 | O Dono do Mundo                    | Henrique                | TV Globo      |
| 1993 | Mulheres de Areia                  | César                   | TV Globo      |
| 1994 | Você Decide                        | Vários Personagens      | TV Globo      |
| 1994 | Pátria Minha                       |                         | TV Globo      |
| 1994 | Quatro por Quatro                  | Delegado Soares         | TV Globo      |
| 1995 | Cara e Coroa                       | Dr. Henrique            | TV Globo      |
| 1996 | Colégio Brasil                     | Osvaldo                 | SBT           |
| 1997 | Por Amor                           | Franco Torelli          | TV Globo      |
| 1998 | Mandacaru                          | Dr. Baraúna             | Rede Manchete |
| 1998 | Hilda Furacão                      | Müller                  | TV Globo      |
| 1998 | Mulher                             | Vítor                   | TV Globo      |
| 1998 | Pecado Capital                     | Procurador              | TV Globo      |
| 1998 | Você Decide                        | Dr. Luís                | TV Globo      |
| 1999 | Você Decide                        | Moraes                  | TV Globo      |
| 1999 | Chiquinha Gonzaga                  | Delamare                | TV Globo      |
| 2000 | Laços de Família                   | Orlando                 | TV Globo      |
| 2001 | Roda da Vida                       | Marcelo                 | Record        |
| 2001 | As Filhas da Mãe                   | Comendador Mangione     | TV Globo      |
| 2001 | O Clone                            | José Vitor              | TV Globo      |
| 2002 | Sabor da Paixão                    | Herculano               | TV Globo      |
| 2002 | Malhação                           | Dr. Augusto Chaves      | TV Globo      |
| 2003 | Agora É que São Elas               | Dr. Celso               | TV Globo      |
| 2004 | Kubanacan                          |                         | TV Globo      |
| 2005 | América                            | Cônsul Sílvio           | TV Globo      |
| 2006 | Sítio do Picapau Amarelo           | Rei Basileu             | TV Globo      |
| 2006 | O Profeta                          | Reinaldo                | TV Globo      |
| 2007 | Amazônia, de Galvez a Chico Mendes | Florêncio               | TV Globo      |
| 2007 | Sete Pecados                       | Reginaldo               | TV Globo      |
| 2008 | Casos e Acasos                     | Orlando                 | TV Globo      |
| 2008 | Água na Boca                       | Cido Alcântara          | Band          |
| 2009 | Bela, a Feia                       | Ariosto Alcântara       | Record        |
| 2012 | Máscaras                           | Deputado Gomide         | Record        |
| 2013 | José do Egito                      | Hamor                   | Record        |
| 2013 | Pecado Mortal                      | Evaldo Santiago         | Record        |
| 2014 | Milagres de Jesus                  | Escriba                 | Record        |
| 2014 | Plano Alto                         | Jorge Baldini           | Record        |
| 2016 | Escrava Mãe                        | Dr. Luís Felipe Pacheco | Record        |
| 2017 | Sem Volta                          | Aurélio                 | Record        |
| 2017 | O Rico e Lázaro                    | Chaim                   | Record        |
| 2017 | Apocalipse                         | Gideon Koheg            | Record        |
| 2018 | Orgulho e Paixão                   | Juiz Deodato            | TV Globo      |
| 2019 | Valor da Vida                      | Lobo                    | TVI           |
| 2019 | Jezabel                            | Emanuel                 | Record        |
| 2021 | Gênesis                            | Isaque                  | Record        |

### Cinema
| Ano  | Título                             | Personagem             |
| ---- | ---------------------------------- | ---------------------- |
| 1985 | Tropclip                           | Flávio                 |
| 1985 | Femmine in fuga                    | Dr. Cuña               |
| 1995 | As Meninas                         | Dr. Nemesius           |
| 1999 | Tiradentes                         | Visconde de Barbacena  |
| 2004 | Sexo, Amor e Traição               | Diretor da agência     |
| 2004 | Ódiquê?                            | Pai do Paulinho Tantan |
| 2004 | A Dona da História                 | Cinquentão             |
| 2013 | Odeio o Dia dos Namorados          | Atílio                 |
| 2013 | Até que a Sorte nos Separe 2       | Praxedes               |
| 2014 | Causa e Efeito                     | Deputado Gustavo       |
| 2014 | O Candidato Honesto                | Nelson Mesquita        |
| 2018 | O Candidato Honesto 2              | Nelson Mesquita        |
| 2020 | M8 - Quando a Morte Socorre a Vida | Prof. Djalma           |

## Prêmios e indicações
| Ano  | Associações                         | Categoria                          | Nomeações     | Resultado | Ref.  |
| ---- | ----------------------------------- | ---------------------------------- | ------------- | --------- | ----- |
| 1996 | Prêmio Coca-Cola de Teatro Infantil | Melhor Produção (com Teresa Frota) | Os Impagáveis | Indicado  | [ 8 ] |